# Pimelodus albicans
Pimelodus albicans är en fiskart som först beskrevs av Valenciennes, 1840.  Pimelodus albicans ingår i släktet Pimelodus och familjen Pimelodidae. Inga underarter finns listade i Catalogue of Life.